# Новые Юэфу (Движение)
Новые юэфу или Движение за обновление поэзии (кит. упр. 新乐府运动, пиньинь xīnyuèfǔyùndòng, палл. Синь юэфу юньдун) — это движение эпохи Тан (618—907) за реформацию поэзии, во главе которого стояли поэты Юань Чжэнь (元稹) и Бо Цзюйи (白居易). Идеи этого движения перекликаются со взглядами Хань юя и Лю Цзунъюаня, ратовавшими за возвращение в прозе к «древнему стилю» (古文運動). Основное отличие «Новых юэфу» от Юэфу эпохи Хань состоит в том, что музыка не являлась непосредственной составляющей новых юэфу. Цели этого движения можно выразить словами Бо Цзюйи из его «Письма к Юань Чжэню» (кит. 與元九書).

«Служа при дворе, я принужден был сталкиваться со многими вещами. 

Становясь старше и общаясь с людьми, стал глубже вникать в происходящее, 

читая — пристальнее искать смысла и пришел к выводу, 

что литература должна служить своему времени, 

откликаться на жизнь и события современности».
Полный текст.

Оригинальный текст:

自登朝來，年齒漸長，閱事漸多。每與人言，多詢時務；每讀書史，多求理道。始知文章合為時而著，歌詩合為事而作。
Полный текст.

Таким образом делается упор на социальную функцию поэзии, как иносказательного наставления.

## Истоки течения в историческом контексте
По завершении Мятежа Ань Лушаня Китай находился в плачевном состоянии, общество погрузилось в хаос, чиновничество погрязло в коррупции. Видя, как день за днём положение ухудшается, образованные люди надеялись на то, что реформы и распространение нравственности помогут спасти гибнущую страну. Такие идеи нашли своё отражение в мире литературы. Так появились два движения: возвращение в прозе к «древнему стилю» (古文運動) и «Движение за обновление поэзии». Разделявшие их идеи поэты унаследовали традиции социальной поэзии Ду Фу. Они стремились в своих стихах отразить страдания народа и общественные пороки.

Бо Цзюйи — СОБИРАЮ ТРАВУ ДИХУАН
Все погибли хлеба:

не смочил их весенний дождь.

Все колосья легли:

рано иней осенний пал.

Вот и кончился год.

Нет ни крошки во рту у нас.

Я хожу по полям,

собираю траву дихуан.

Собираю траву —

для чего она мне нужна?

Может быть, за неё

мне дадут немного еды.

Чуть забрезжит свет —

и с мотыгой своей иду.

Надвигается ночь —

а корзина все не полна.

Я её отнесу

к красной двери в богатый двор

И продам траву

господину с белым лицом.

Господин возьмет —

и велит покормить скакуна,

Чтоб лоснились бока

и от блеска светилась земля.

Я хочу в обмен

от коня остатки зерна.

Пусть они спасут

мой голодный тощий живот.

Подобные произведения были неприязненно встречены крупными чиновниками и богачами, и распространение морали в стихах не нашло поддержки. Произведения этого направления проникнуты духом человеколюбия и тревоги за судьбу родины.